# João Cabral de Melo Neto

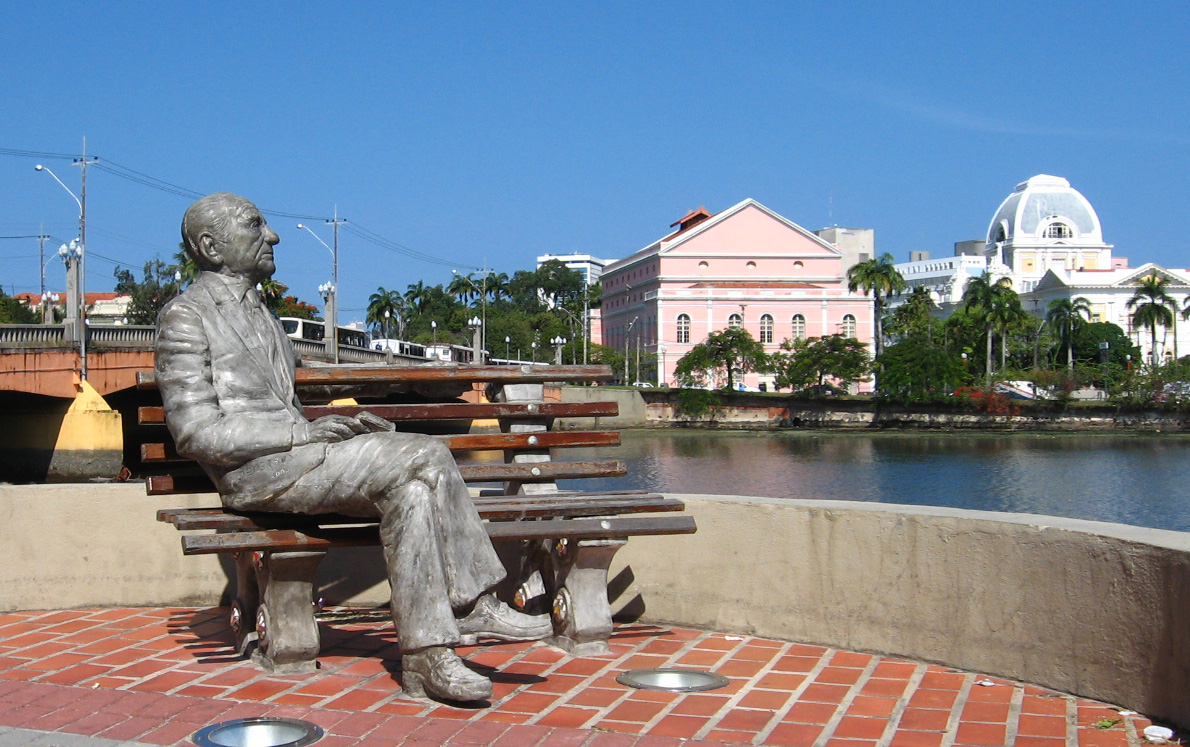
Estatua en Recife

João Cabral de Melo Neto (Recife, 9 de enero de 1920 - Río de Janeiro, 9 de octubre de 1999) fue un poeta y diplomático brasileño.

## Estilo literario
Su poesía, que va desde una tendencia a la poesía popular surrealista, pero caracterizada por el rigor estético con poemas confesionales, aversión al riesgo y marcada por el uso de sonoras rimas, inauguró una nueva forma poética en Brasil.
Hermano del historiador Evaldo Cabral de Melo y primo del poeta Manuel Bandeira y el sociólogo Gilberto Freyre, João Cabral fue  amigo del pintor Joan Miró y del poeta Joan Brossa. 
Miembro de la Academia de las Artes Pernambuco y de la Academia Brasileña de Letras, fue galardonado con varios premios literarios.
Cuando murió en 1999, se especuló con que era un fuerte candidato para el Premio Nobel de Literatura
Conocida por el rigor estético de sus versos —contrarios a confesionalismos y marcados por el uso de rimas consonantes— la obra poética de João Cabral ha sido justamente reconocida por prémios como el Premio Camões (el más importante de la literatura en portugués) en 1990, Neustadt International Prize for Literature en 1992 y el Premio Reina Sofía de Poesía Iberoamericana en 1994.
Además de poeta, viajó por todo el mundo gracias a sus obligaciones diplomáticas. De los innumerables países que conoció, ha desarrollado un especial afecto por España, fuente de inspiración para muchos de sus versos y tierra donde hizo grandes amigos. Especialmente proteico fue su primer destino profesional en Barcelona, donde se relacionó estrechamente como el pintor Joan Miró y el poeta Joan Brossa y animó el incipiente grupo "Dau al Set". João Cabral fue miembro -aceptado por unanimidad- de la Academia Brasileña de Letras.

## Obras
- Pedra do Sono (1942)
- Os Três Mal-Amados (1943)
- O Engenheiro (1945)
- Psicologia da Composição com a Fábula de Anfion e Antiode (1947)
- O Cão Sem Plumas (1950)
- O Rio ou Relação da Viagem que Faz o Capibaribe de Sua Nascente à Cidade do Recife (1954)
- Duas Águas (1956)
- Dois Parlamentos (1960)
- Quaderna (1960)
- Tercera Feira (1961)
- A Educação pela Pedra (1966)
- Museu de Tudo (1975)
- A Escola das Facas (1980)
- Auto do Frade (1984)
- Agrestes (1985)
- Crime na Calle Relator (1987)
- Primeiros Poemas (1990)
- Sevilha Andando (1990)

### Prêmios
- Neustadt International Prize for Literature — 1992
- Prêmio Rainha Sofia de Poesia Ibero-Americana — 1994
- Prêmio Camões

### Ensayo
- Consideração sobre o Poeta Dormido (1941)
- Prática de Mallarmé (1942)
- Joan Miró (1942)
- Poesia e Composição (1952)
- Carta a Murilo Mendes (1972)
- Prosa (1998)